# Scottish Cup 1873-74
Scottish Football Association Challenge Cup 1873-74 var den første udgave af Scottish Football Association Challenge Cup, nu til dags bedre kendt som Scottish Cup. Seksten hold var tilmeldt turneringen, der blev afviklet som en cupturnering. To af klubberne trak sig imidlertid inden den første kamp, så turneringen fik deltagelse af 14 klubber. Den første kamp blev spillet den 18. oktober 1873, og finalen blev afviklet den 21. marts 1874 på Hampden Park i Glasgow, hvor Queen's Park FC vandt 2-0 over Clydesdale FC.

## Resultater

### Første runde
Første runde blev spillet i perioden 18. – 8. november 1873 og havde deltagelse af alle 16 hold.
| Dato   | Kamp                                  | Res. |
| ------ | ------------------------------------- | ---- |
| 18.10. | Alexandria Athletic FC – Callandar FC | 2–0  |
| 18.10. | Dumbarton FC – Vale of Leven FC       | w.o. |
| 18.10. | Renton FC – Kilmarnock FC             | 2–0  |
| 18.10. | 3rd Lanark RV – Southern FC           | w.o. |
| 25.10. | Clydesdale FC – Granville FC          | 6–0  |
| 25.10. | Queen's Park FC – Dumbreck FC         | 7–0  |
| 8.11.  | Eastern FC – Rovers FC                | 4–0  |
| 8.11.  | Western FC – Blythswood FC            | 0–1  |

### Kvartfinaler
Kvartfinalerne blev spillet den 8. november – 6. december 1873 og havde deltagelse af de otte hold, der var gået videre fra første runde.
| Dato         | Kamp                                   | Res. |
| ------------ | -------------------------------------- | ---- |
| 8.11.        | Clydesdale FC – 3rd Lanark RV          | 1–1  |
| 22.11.       | Renton FC – Dumbarton FC               | 0–0  |
| 22.11.       | Queen's Park FC – Eastern FC           | 1–0  |
| 6.12.        | Alexandria Athletic FC – Blythswood FC | 0–2  |
| Omkampe      |                                        |      |
| 16.11.       | Clydesdale FC – 3rd Lanark RV          | 0–0  |
| 29.11.       | Renton FC – Dumbarton FC               | 1–0  |
| Anden omkamp |                                        |      |
| 6.12.        | Clydesdale FC – 3rd Lanark RV          | 2–0  |

### Semifinaler
| Dato   | Kamp                          | Res. | Spillested            |
| ------ | ----------------------------- | ---- | --------------------- |
| 13.12. | Clydesdale FC – Blythswood FC | 4–0  | Kinning Park, Glasgow |
| 20.12. | Queen's Park FC – Renton FC   | 2–0  | Hampden Park, Glasgow |

### Finale
| Dato  | Kamp                            | Res. | Tilskuere | Spillested            |
| ----- | ------------------------------- | ---- | --------- | --------------------- |
| 21.3. | Queen's Park FC – Clydesdale FC | 2–0  | 2.500     | Hampden Park, Glasgow |